# Kottenheim
Kottenheim là một xã ở huyện Mayen-Koblenz bang Rheinland-Pfalz, phía tây nước Đức. Xã Kottenheim có diện tích 6,07 ômét vuông]].